# Mount Hood (Oregon)
Mount Hood – jednostka osadnicza w Stanach Zjednoczonych, w stanie Oregon, w hrabstwie Hood River.